# Mastixiodendron plectocarpum
Mastixiodendron plectocarpum là một loài thực vật thuộc họ Rubiaceae. Loài này có ở Indonesia và Papua New Guinea. Chúng hiện đang bị đe dọa vì mất môi trường sống.